# Rachsch

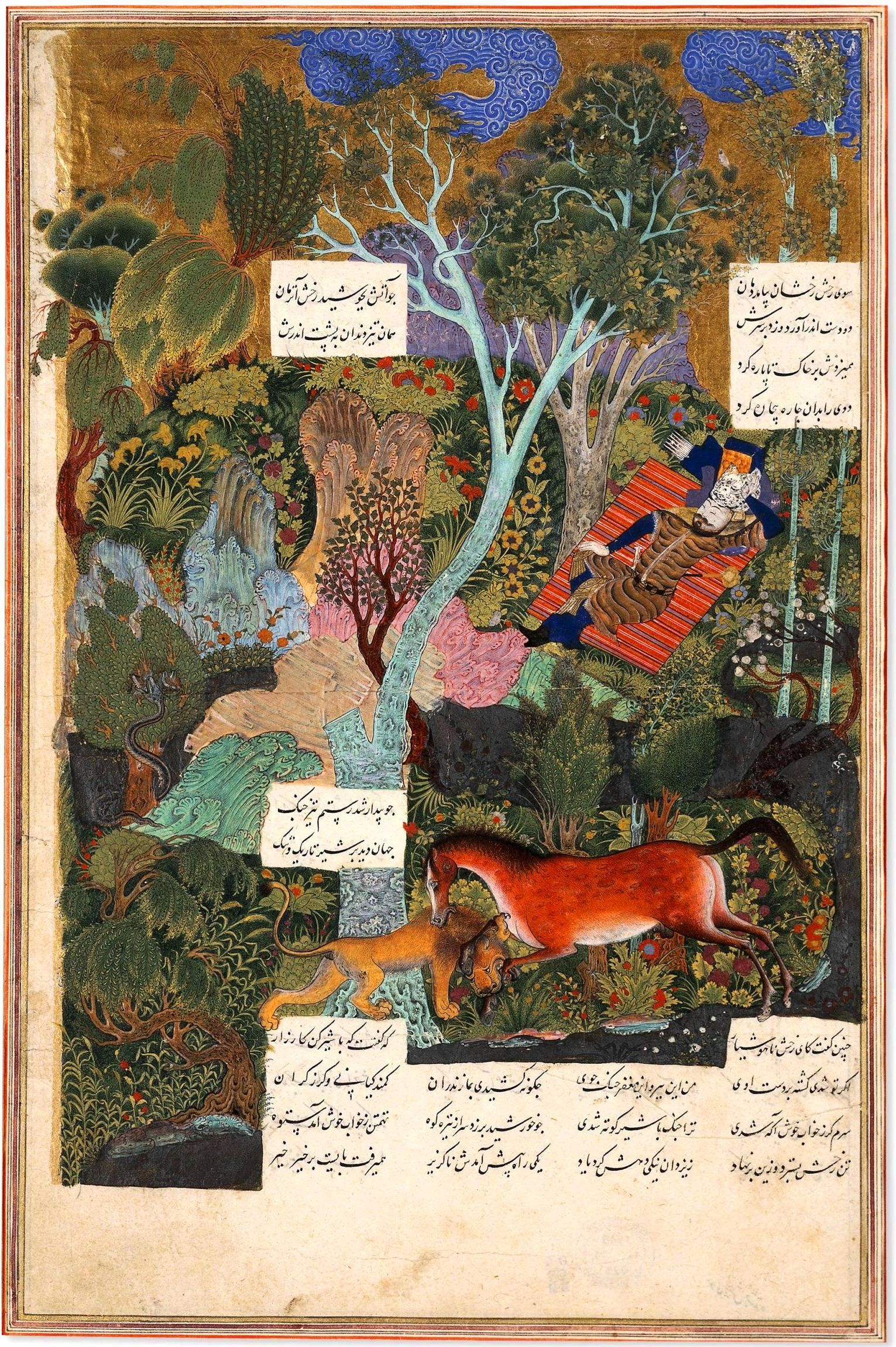
Der Hengst Rachsch kämpft mit einem Löwen. Persische Buchillustration, 1515–22

Rachsch (persisch رخش, DMG raḫš, ‚leuchtend‘) ist der Hengst des Protagonisten Rostam in dem persischen Nationalepos Schāhnāme von Firdausi. Rachsch ist schneeweiß mit einer rötlichen Mähne. Er ist hochintelligent und seine Treue ist sagenhaft. Aus den zahlreichen Pferdeherden in Zabulistan und Kabulistan, die seinem Vater Zāl gehören, wählt Rostam ihn als Füllen aus, nachdem er die Mutter, eine graue Stute, besiegt hatte. Rachsch trägt als einziges kein Brandzeichen, ist ihm jedoch von Anfang an als „Rostams Rachsch“ bestimmt. Als er den Hirten der Herde nach dem Preis des Tieres fragt:

„Er gab zur Antwort: ‚Bist Rostam du,
So reit ihn und streite für Iran's Ruh.
Iran's Leut und Land sind sein Preis;
Auf ihm mach Ordnung im Erdenkreis!‘“

Niemand als Rostam reitet Rachsch und Rachsch erkennt niemanden als Rostam als seinen Herrn an. Darüber hinaus ist er das einzige Pferd, das Rostam reiten könnte, denn dessen Stärke und Gewicht würden jedes andere Pferd töten. Dank göttlicher Gnade, die Rostam beschützt, lebt Rachsch ein ungewöhnlich langes Leben. Rostam und Rachsch sterben beide durch den Verrat von Rostams Halbbruder Schagād.